# Tamding Tsering
Tamding Tsering, född 1 januari 1975, är en tibetansk fotbollsspelare.